# Manusa
 (juin 2021).
La mise en forme du texte ne suit pas les recommandations de Wikipédia : il faut le « wikifier ».
Les points d'amélioration suivants sont les cas les plus fréquents :
- Les titres sont pré-formatés par le logiciel. Ils ne sont ni en capitales, ni en gras.
- Le texte ne doit pas être écrit en capitales (les noms de famille non plus), ni en gras, ni en italique, ni en « petit »…
- Le gras n'est utilisé que pour surligner le titre de l'article dans l'introduction, une seule fois.
- L'italique est rarement utilisé : mots en langue étrangère, titres d'œuvres, noms de bateaux, etc.
- Les citations ne sont pas en italique mais en corps de texte normal. Elles sont entourées par des guillemets français : « et ».
- Les listes à puces sont à éviter, des paragraphes rédigés étant largement préférés. Les tableaux sont à réserver à la présentation de données structurées (résultats, etc.).
- Les appels de note de bas de page (petits chiffres en exposant, introduits par l'outil «  Source ») sont à placer entre la fin de phrase et le point final[comme ça].
- Les liens internes (vers d'autres articles de Wikipédia) sont à choisir avec parcimonie. Créez des liens vers des articles approfondissant le sujet. Les termes génériques sans rapport avec le sujet sont à éviter, ainsi que les répétitions de liens vers un même terme.
- Les liens externes sont à placer uniquement dans une section « Liens externes », à la fin de l'article. Ces liens sont à choisir avec parcimonie suivant les règles définies. Si un lien sert de source à l'article, son insertion dans le texte est à faire par les notes de bas de page.
- La présentation des références doit suivre les conventions bibliographiques. Il est recommandé d'utiliser les modèles {{Ouvrage}}, {{Chapitre}}, {{Article}}, {{Lien web}} et/ou {{Bibliographie}}. Le mode d'édition visuel peut mettre en forme automatiquement les références.
- Insérer une infobox (cadre d'informations à droite) n'est pas obligatoire pour parachever la mise en page.

Pour une aide détaillée, merci de consulter Aide:Wikification.
Si vous pensez que ces points ont été résolus, vous pouvez retirer ce bandeau et améliorer la mise en forme d'un autre article.
 (juin 2021).
Manusa est une entreprise espagnole spécialisée dans la conception, la fabrication, l'installation et la maintenance de portes automatiques. Les bureaux de l'entreprise sont situés à Sant Cugat del Vallès (Barcelone) et Polinyà (Barcelone), où se trouvent le service commercial, le service technique et le service de maintenance. Le site de production est situé dans la localité de Valls (Tarragone).
L'entreprise compte cinq succursales dans la péninsule ibérique, elle emploie plus de 300 personnes et produit plus de 20.000 portes automatiques par an. Elle dispose également de son propre département de R+D+i, chargé du développement de la technologie des portes automatiques.
Manusa propose une gamme complète de portes automatiques: coulissantes, battantes, tambours, étanches, résistantes au feu et des portes de secours, ainsi que des solutions de contrôle d'accès des personnes tels que des couloirs d'accès contrôlés, tourniquets, etc.
En outre, elle dispose également d'une division de produits destinés aux transports publics, notamment des portes de fermeture de quais pour les systèmes de métro, installées dans plusieurs stations dans le monde, comme la ligne 11 du métro de Barcelone et le monorail de Palm Jumeirah, et aux transports de masse, avec des passerelles réversibles automatiques pour le contrôle de l'accès des personnes.  

## Histoire

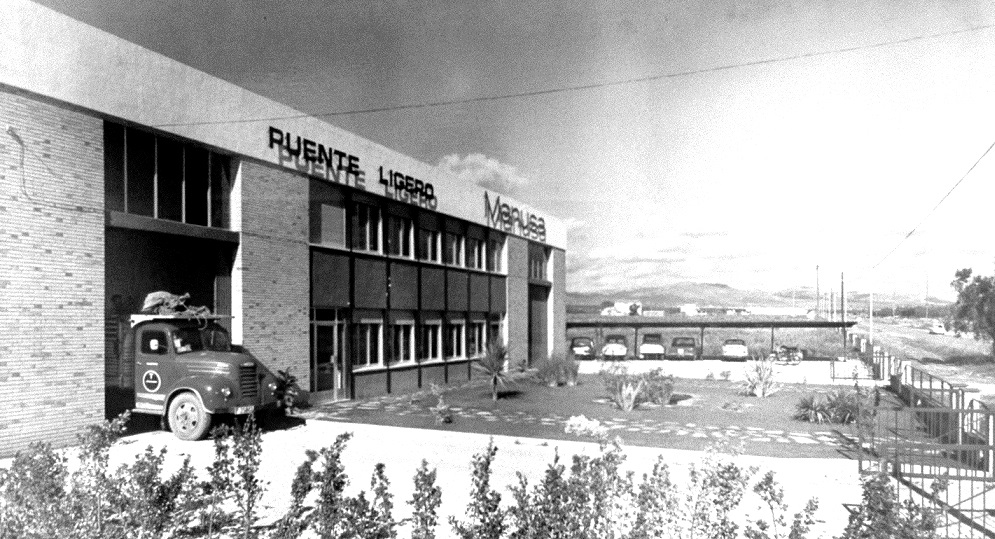
Image de l'entreprise Manusa à ses débuts

Fondée en 1966 par José María Guilera Nubiola, l'entreprise Manusa démarre son activité en fabriquant des ponts roulants manuels. Quelques années plus tard, elle développe une technologie supérieure, avec différents modèles et brevets.
Cinq ans plus tard, en 1971, Manusa étend son activité à la fabrication de portes automatiques à technologie pneumatique et l'entreprise lance ses premières portes motorisées pour piétons sur le marché espagnol, ce qui accélère sa croissance et conduit le groupe Manusa à racheter d'autres entreprises du secteur.
Cette même année, le groupe commence à développer son activité au-delà des frontières espagnoles et à distribuer ses produits à l'international. À cette époque, en plus de fabriquer des portes automatiques, Manusa se spécialise dans la conception de projets et le service après-vente de ses produits.
En mars 2010, Ernest Benach, alors président du Parlement de Catalogne, visite les installations de l'entreprise. Il souligne à cette occasion «l'importance de développer ce type d'entreprise qui investit résolument dans la technologie et la R+D».

## International
L'entreprise est présente dans plus de 90 pays et dispose de succursales en Espagne, au Brésil, au Portugal et en Chine et une trajectoire internationale consolidée. L'entreprise a développé des projets dans différentes régions du monde, et elle a notamment installé des systèmes d'accès automatiques dans des bâtiments tels que le Kremlin à Moscou, le Suria Kuala Lumpur City Center en Malaisie, les tours Churchgates au Nigéria ou encore la Sagrada Família de Barcelone.
En juin 2015, Manusa a reçu le prix de la Chambre de commerce de Terrassa (Barcelone), dans la catégorie «Trajectoire internationale consolidée», en reconnaissance de la «consolidation de son activité internationale et de l'évolution croissante de ses exportations».

## Projets

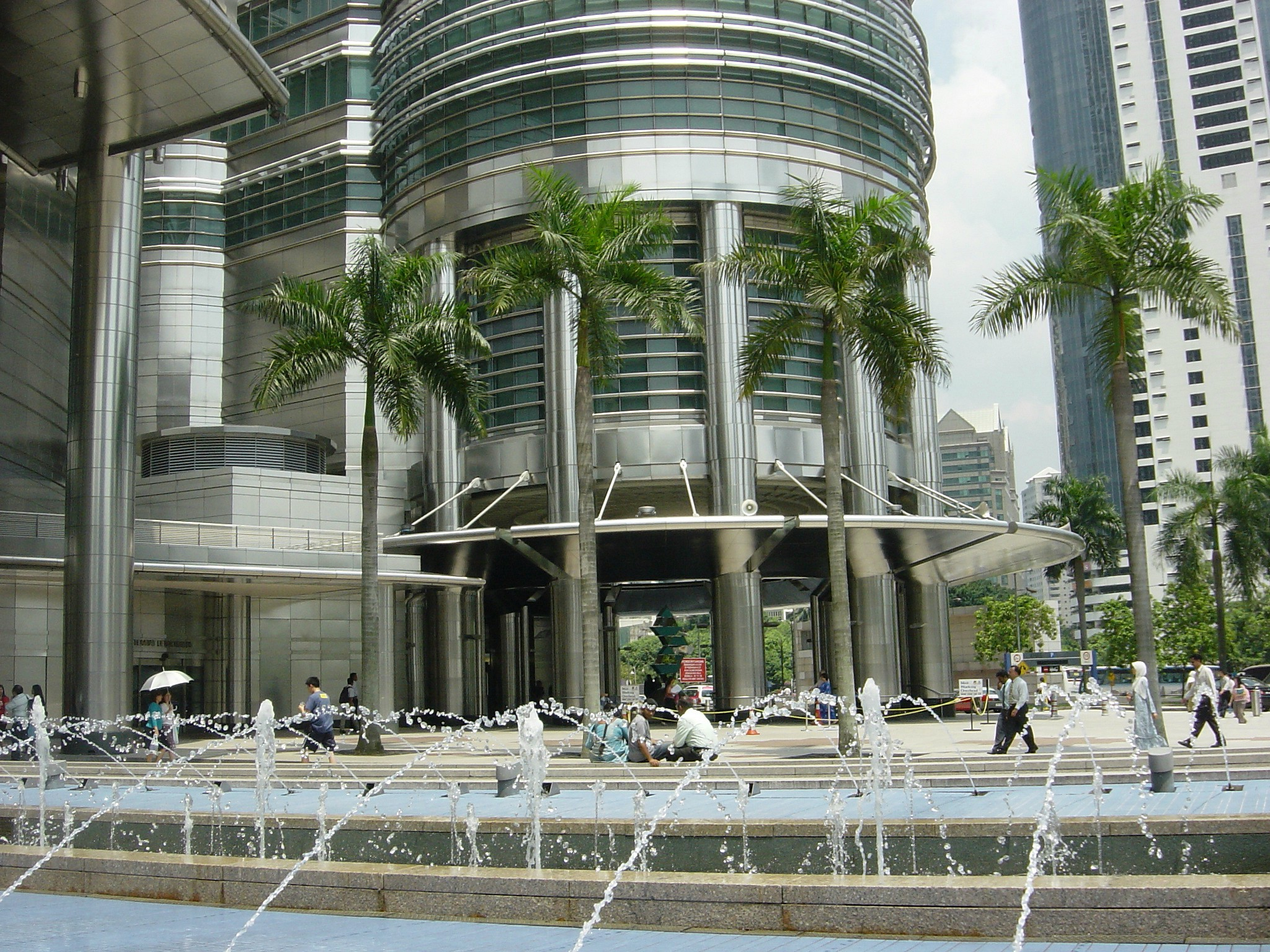
Entrée des Tours Petronas, en Malaisie

L'entreprise a participé à des projets architecturaux dans des espaces tels que:
- Aéroport international d'Incheon, Séoul
- Sagrada Família, Barcelone
- Aéroport international Chota-Roustavéli de Tbilissi, Géorgie
- Musée d'Art, Architecture et Technologie (MAAT), Lisbonne
- Kremlin, Moscou
- Aéroport international de Kotoka, Accra, Ghana
- Tour Glòries, Barcelone
- Mairie d'Arcachon (France)
- Aéroport Josep Tarradellas Barcelone-El Prat
- Tours Petronas, Kuala Lumpur (Malaisie)
- Aéroport de São Paulo/Congonhas (Brésil)
- Musée national centre d'art Reina Sofía, Madrid
- Lotte World Tower, Séoul
- Aéroport de Londres-Gatwick (Royaume-Uni)
- Hôpital de Sant Pau, Barcelone

## Produits

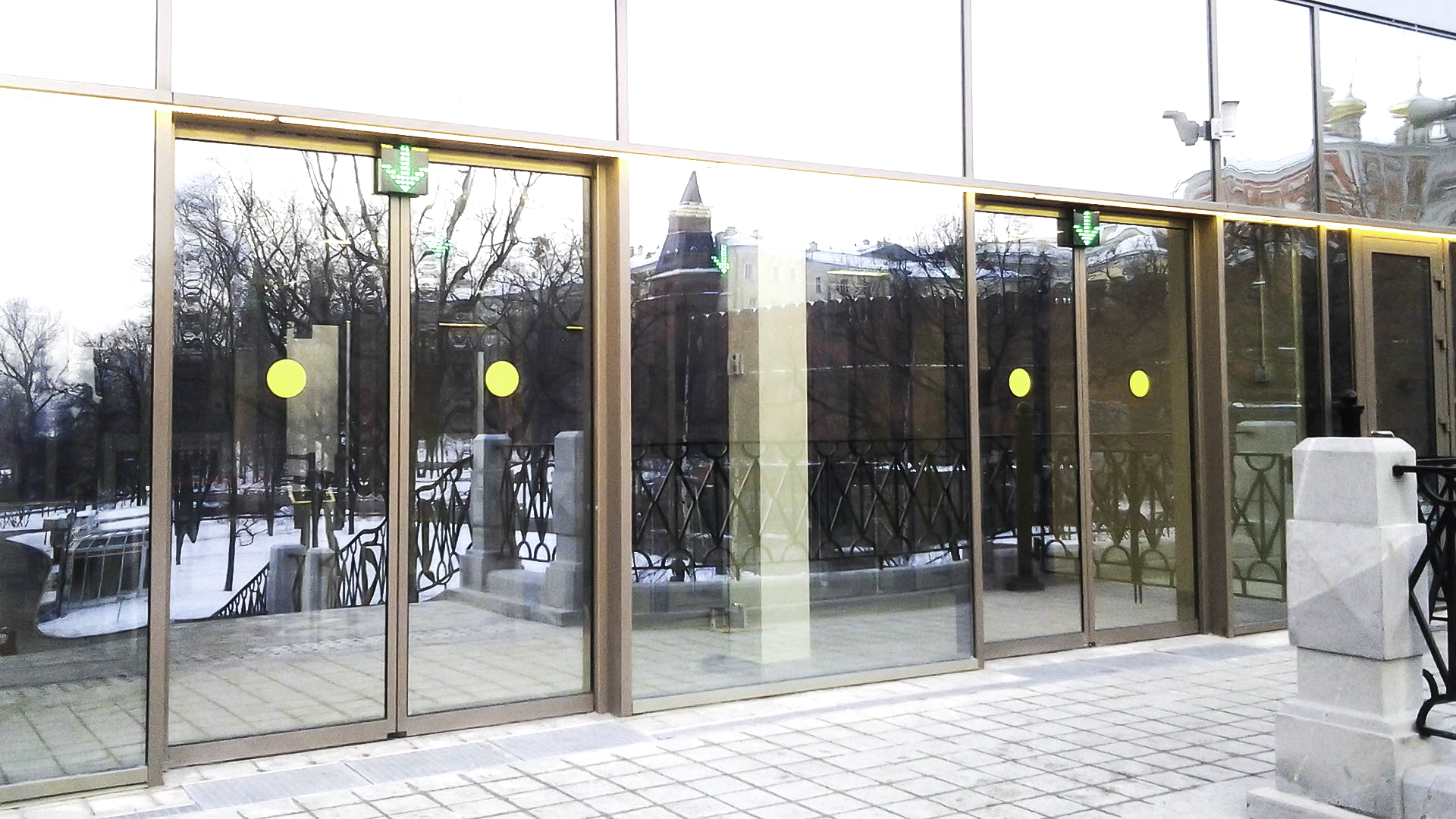
Portes automatiques de Manusa au Kremlin

Dans le domaine des accès automatiques, Manusa commercialise toutes sortes de produits destinés aux secteurs tels que les aéroports, les hôtels, les magasins, les hôpitaux, les pharmacies, les transports, les banques, l'industrie, les bureaux, les immeubles résidentiels et les restaurants.
L'entreprise propose des portes automatiques de différents types, telles que des portes coulissantes, tambours, battantes, étanches, plombées, d'évacuation, anti-explosions, anti-vandalisme et pare-balles.

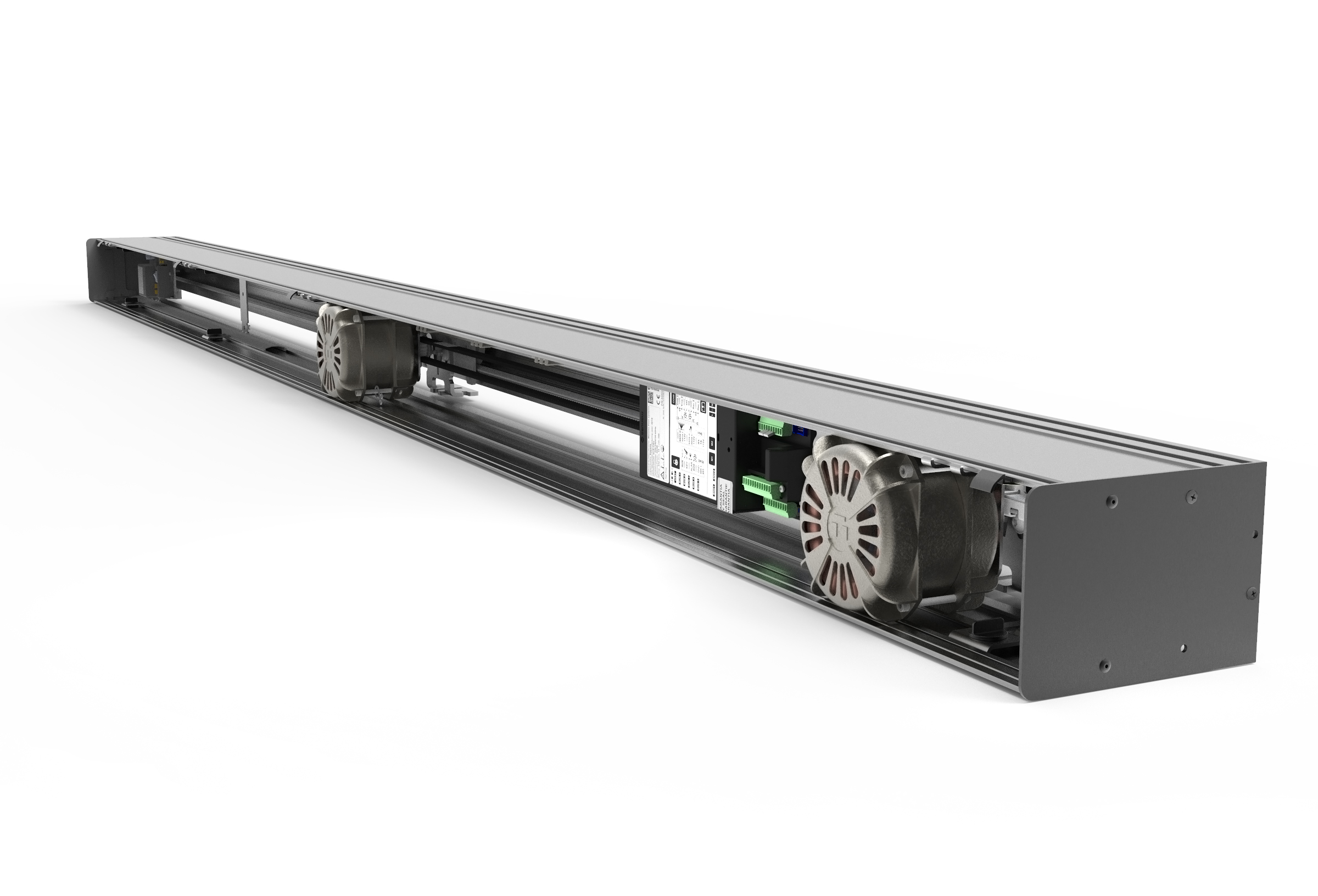
Motorisation de portes automatiques Manusa

Manusa fabrique également des portes coupe-feu. Ces portes sont conçues pour empêcher la propagation du feu dans les pièces intérieures en cas d'incendie. Manusa propose un modèle de porte coupe-feu en verre et un autre en métal.
Les systèmes de contrôle d'accès de Manusa permettent de contrôler le flux de personnes entrant et sortant d'un établissement ou d'une pièce spécifique. Parmi ces types de systèmes, Manusa propose des couloirs à panneaux battants, des couloirs à panneaux escamotables, des tourniquets, des portillons motorisés battants, des tambours, les systèmes Bus Rapid Transit (BRT), des couloirs antiretour, des bornes de validation, des portes palières de quai, des couloirs à panneaux battants unidirectionnels et des systèmes de sas.
La marque propose également d'innombrables accessoires pour tous types de solutions d'accès, tels que des dispositifs de sécurité, d'actionnement, de contrôle ou encore des télécommandes.
Parmi les produits de Manusa figurent également les vantaux pour tous types de portes automatiques, avec des modèles de vantaux transparents, encadrés et des vantaux à fonctions spéciales.
En plus de tous ces produits, Manusa commercialise également différents types de systèmes de motorisation pour portes automatiques et systèmes d'accès.

### Ferroflex
Ferroflex est une entreprise du groupe Manusa. Elle est spécialisée dans la conception, la fabrication, l'installation et la maintenance de portes automatiques pour le secteur industriel. C'est la marque industrielle de Manusa.
Créée en 1998, elle a été intégrée à Manusa en 2015. L'entreprise Ferroflex a son siège dans la localité de Polinyà, dans la région du Vallès Occidental (province de Barcelone) et elle propose une vaste gamme de produits de fermeture industrielle tels que des portes rapides, à enroulements, coupe-feu, empilables, sectionnelles, des abris et des rampes pour quais de chargement, ainsi que des rideaux de lames et des portes piétonnes battantes, entre autres modèles.
Ferroflex dispose de son propre bureau d'études, spécialisé dans la conception des fermetures industrielles que l'entreprise développe et qui sont entièrement fabriquées en interne. L'entreprise dispose également d'un service après-vente qui propose des contrats de maintenance et révisions périodiques de sécurité. Depuis son intégration à Manusa, Ferroflex s'est développé au-delà des frontières espagnoles.